# CVS Health
CVS Health Corporation (in precedenza CVS Corporation e CVS Caremark Corporation) è un'azienda sanitaria statunitense con sede a Woonsochet, Rhode Island, proprietaria tra l'altro di CVS Pharmacy, una catena di farmacie al dettaglio; CVS Caremark, un gestore di benefit farmaceutici; Aetna, un fornitore di assicurazioni sanitarie. Altri marchi: MinuteClinic, Longs Drugs, Navarro Discount Pharmacies, Omnicare. È la più grande azienda sanitaria del mondo ed è quotata alla Borsa di New York.

## Storia di CVS

Il logo di "Consumer Value Stores", circa 1965

CVS (Consumer Value Stores) è stata fondata nel 1963 da tre soci - i fratelli Stanley e Sidney Goldstein e Ralph Hoagland - a Lowell, Massachusetts.  Hanno sviluppato l'impresa da una società madre, Mark Steven, Inc., che ha aiutato i rivenditori a gestire le loro linee di prodotti per la salute e la bellezza. L'attività è iniziata come una catena di negozi di articoli per la salute e la bellezza, ma nel giro di diversi anni sono state aggiunte le farmacie. Dopo due anni di attività è riuscita ad aprire 17 negozi.
Per espandersi, l'azienda è entrata a far parte della Melville Corporation, con sede a Rye, New York, che gestiva una serie di attività commerciali al dettaglio. Dopo un periodo di crescita negli anni '80 e '90, CVS Corporation si è staccata da Melville nel 1996, diventando una società autonoma che opera nella Borsa di New York come CVS.
Nel 2014 la società ha preso il nome di CVS Health dopo l'annuncio che non avrebbe più venduto sigarette e prodotti del tabacco in tutti i suoi negozi CVS/farmacie e contemporaneamente ha lanciato un programma nazionale per smettere di fumare. Da qui il cambio della propria ragione sociale in CVS Health.
Nel dicembre 2017, CVS ha acquisito Aetna per 69 miliardi di dollari  completando l'acquisizione nel novembre 2018. Le questioni legali relative alla fusione sono state risolte nel settembre 2019. Nel febbraio 2020, CVS Health ha annunciato modifiche al proprio consiglio di amministrazione, la cui dimensione è stata ridotta da 16 a 13 amministratori.
Nel 2021, CVS Health si è classificata al 4º posto nell'elenco Fortune 500 e al 7º posto nell'elenco Fortune Global 500.
Il 18 novembre 2021, CVS Health ha annunciato la chiusura di 900 negozi entro i successivi tre anni. Nel novembre 2021, una giuria federale ha rilevato che CVS, insieme a Walgreens e Walmart, "aveva contribuito in modo sostanziale" alla crisi degli oppioidi.

## Società controllate e attività

### CVS Pharmacy

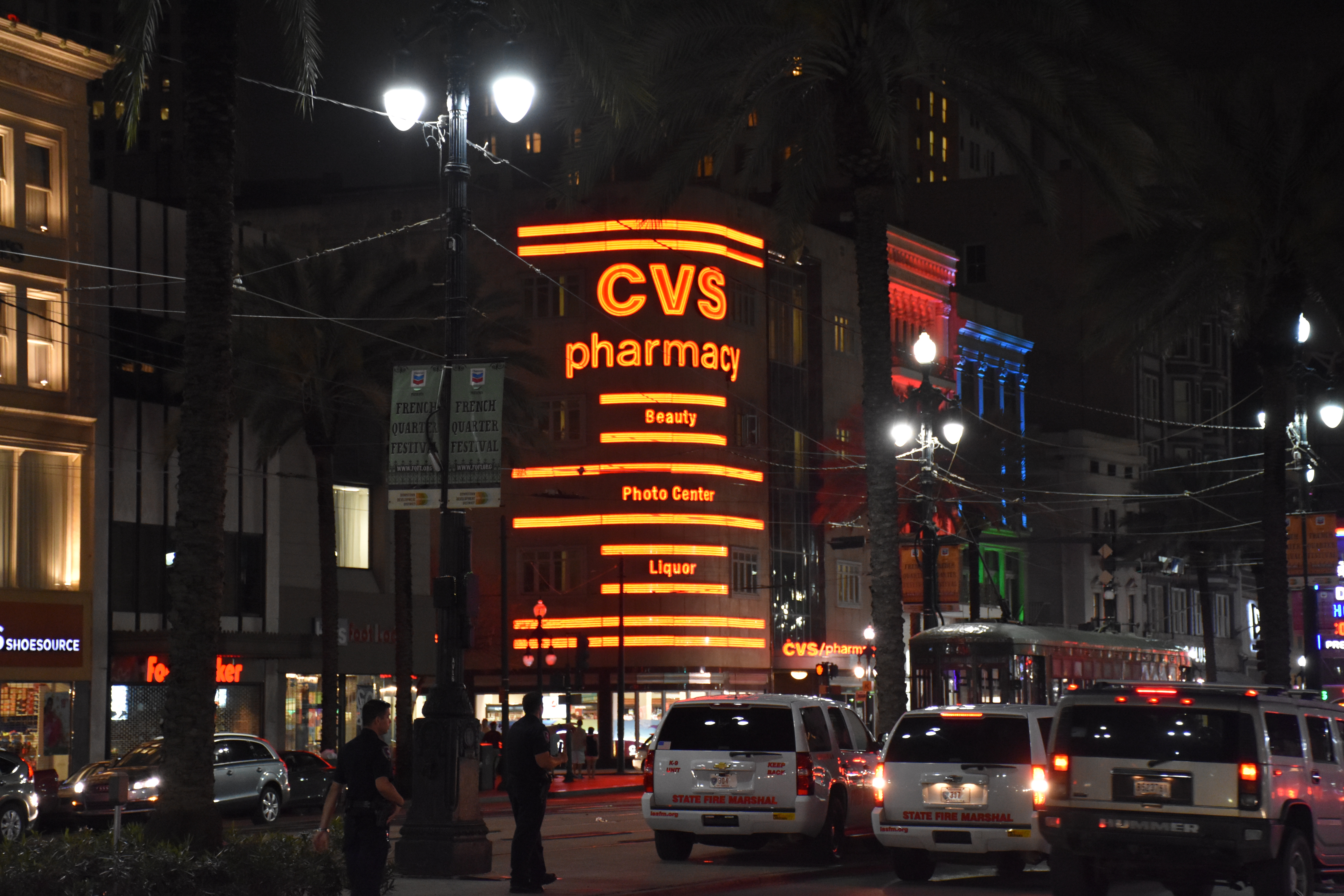
Una farmacia CVS su Canal Street nel centro di New Orleans

CVS Pharmacy è una delle più grandi catene di farmacie al dettaglio negli Stati Uniti, con 9.600 negozi situati in tutti i 50 stati, il Distretto di Columbia e Porto Rico, operando principalmente sotto CVS Pharmacy, CVS, Longs Drugs, Navarro Discount Pharmacies e Drogaria Onofre.  CVS Pharmacy riempie più di una prescrizione su cinque negli Stati Uniti e l'85% della popolazione statunitense vive entro 10 miglia da una farmacia CVS. Il programma fedeltà ExtraCare vanta oltre 70 milioni di titolari di carta, rendendolo il più grande programma fedeltà al dettaglio nel paese.

### Aetna
Fondata nel 1819 ad Hartford, Connecticut, come "Aetna (Fire) Insurance Company, è una società di assistenza sanitaria gestita che vende assicurazioni sanitarie tradizionali e dirette al consumatore e servizi correlati, come medicina, farmaceutica, odontoiatria, salute comportamentale, assistenza a lungo termine e disabilità piani, principalmente attraverso programmi assicurativi e di benefit pagati dal datore di lavoro (in tutto o in parte) e attraverso Medicare. Dal 28 novembre 2018, la società è una sussidiaria di CVS Health.
La rete dell'azienda comprende 22,1 milioni di membri medici, 12,7 milioni di membri dentali, 13,1 milioni di membri dei servizi di gestione dei benefici in farmacia, 1,2 milioni di professionisti sanitari, oltre 690.000 medici e specialisti di assistenza primaria e oltre 5.700 ospedali.
Il nome dell'azienda è basato sull'Etna, all'epoca il vulcano più attivo d'Europa.

### MinuteClinic
Le cliniche mediche al dettaglio MinuteClinic operano all'interno delle sedi della farmacia CVS negli Stati Uniti. È la più grande clinica medica walk-in negli Stati Uniti, con oltre 1.100 sedi in 33 stati e nel Distretto di Columbia. Più del 50% della popolazione degli Stati Uniti ora vive entro 10 miglia da un MinuteClinic.

### CVS Caremark
CVS Caremark fornisce servizi completi di gestione delle prestazioni di prescrizione, inclusi servizi di farmacia per corrispondenza farmacia specializzata e servizi di infusione, progettazione e amministrazione del piano, gestione del formulario ed elaborazione dei reclami. I clienti dell'azienda sono principalmente datori di lavoro, compagnie assicurative, sindacati, gruppi di dipendenti governativi, piani sanitari, piani Managed Medicaid e altri sponsor di piani di indennità sanitaria e individui negli Stati Uniti. CVS Caremark gestisce la dispensazione di farmaci da prescrizione per oltre 75 milioni di membri del piano attraverso cinque farmacie per corrispondenza, farmacie specializzate, farmacie per l'assistenza a lungo termine e una rete nazionale di oltre 68.000 farmacie al dettaglio, composta da circa 41.000 catene di farmacie e 27.000 farmacie indipendenti.
Caremark è stata fondata da James M. Sweeney nel 1979, come "Home Health Care of America" (HHCA) con sede centrale a Irvine, in California. Il primo ufficio è stato aperto a Beachwood, Ohio, con quattro dipendenti, in collaborazione con Ezra Steiger, della Cleveland Clinic Foundation. Il team di iperalimentazione di Steiger ha lavorato a stretto contatto per fornire forniture a casa ai pazienti in terapia parenterale. Successivamente furono aperti uffici satelliti ad Atlanta, Filadelfia, Houston, Chicago. Nel 1985 HHCA ha cambiato nome in Caremark. Nel 1987, Caremark è stata acquisita da Baxter International. Nel 1991, quando Caremark era Baxter International Caremark, sussidiaria di infusione domestica, è stata accusata dal governo degli Stati Uniti di "pagare medici per indirizzare i pazienti al suo servizio di droga per via endovenosa".  Caremark è stata multata di 160 milioni di dollari per il programma "quattro anni di frode postale federale e tangente" in cui "l'unità aziendale di infusione domestica ha effettuato pagamenti settimanali a decine di medici che hanno una media di circa 75 dollari per paziente per aver indirizzato quei pazienti ai suoi servizi. Alcuni medici hanno guadagnato fino a 80.000 dollari all'anno dalle tangenti, secondo i documenti del governo".  Nel 1992, Baxter ha scorporato Caremark come società per azioni. Caremark ha venduto il suo servizio di infusione domiciliare e si è esteso con successo a quattro unità, "un'unità di gestione dello studio medico, un'unità di gestione delle prestazioni di prescrizione, un servizio di gestione dello stato di malattia finalizzato al trattamento di malattie croniche ad alto costo e una divisione internazionale".  Nel 1996, Caremark si è fusa con MedPartners/Mullikin, Inc. con sede a Birmingham, Alabama, la società unita è stata chiamata MedPartners, Inc. Nel 1998, MedPartners ha cambiato il suo nome in Caremark Rx. Nel 2007, CVS ha acquisito la società per 24 miliardi di dollari. L'acquisto ha rafforzato il numero di negozi CVS nel suo tentativo di espandere le operazioni di vendita per corrispondenza e prestazioni di prescrizione.

### Specialità CVS
CVS Specialty è la divisione di specialità farmaceutiche che fornisce servizi di specialità farmaceutiche a persone con malattie croniche o genetiche che richiedono terapie farmacologiche complesse e costose. CVS Health gestisce 24 negozi di farmacie specializzate al dettaglio e 11 farmacie specializzate per corrispondenza, rendendole la più grande farmacia specializzata negli Stati Uniti.

### Longs Drug
Longs Drugs è una catena di farmacie al dettaglio con circa 40 negozi di droga in tutto lo stato delle Hawaii. La società è stata acquisita da CVS Health nell'ottobre 2008 ed è gestita come marchio separato.

### Navarro Discount Pharmacies
Navarro Discount Pharmacies è una catena di farmacie, un servizio fotografico e un gestore di benefit farmaceutici negli Stati Uniti. La società è stata acquisita da CVS Health nel settembre 2014 ed è gestita come marchio separato di CVS Health. L'azienda opera principalmente nelle contee di Miami-Dade e Broward e conta 33 negozi.

### Accordant
Accordant fornisce servizi di gestione dei casi di malattie rare e di gestione delle cure per i pazienti affetti da malattie rare e croniche e per i loro caregiver. I clienti sono principalmente piani sanitari, datori di lavoro e amministratori di terze parti (TPA). La società è gestita come una consociata interamente controllata da CVS Health Corporation.

### Coram
Coram è uno dei maggiori fornitori della nazione di servizi di infusione, monitoraggio clinico e di conformità e consulenza e istruzione per i singoli pazienti. Coram si prende cura di 140.000 pazienti all'anno attraverso una rete nazionale di oltre 85 sedi e la più grande rete di infusione domestica negli Stati Uniti. La società è stata acquisita da CVS Health nell'agosto 2015 ed è gestita come una consociata interamente controllata da CVS Health Corporation.

### Omnicare
Omnicare è un fornitore di servizi farmaceutici per il mercato dell'assistenza a lungo termine per i pazienti in strutture infermieristiche qualificate e di residenza assistita in tutto il Nord America. La società è stata acquisita da CVS Health nell'agosto 2015 ed è gestita come una consociata interamente controllata da CVS Health Corporation.

### HealthHUB
Gli HealthHUB operano all'interno di sedi selezionate di farmacie CVS e offrono una varietà di servizi aggiuntivi oltre alle tradizionali sedi CVS. Le sedi HealthHUB ampliano la varietà di apnea notturna, apparecchiature mediche durevoli, tecnologia per la casa e la salute e terapia compressiva. Gli HealthHUB sono gestiti da Care Concierge esperti in prodotti e servizi HealthHub. Inoltre, le sedi MinuteClinic che sono negozi HealthHub hanno ampliato i servizi e assumono assistenti medici, infermieri registrati e infermieri pratici e professionali autorizzati per aiutare a supportare gli infermieri e gli assistenti medici.

### Altri marchi
CVS Health offre una serie di marchi del distributore da banco nei propri negozi di farmacie al dettaglio, inclusi i marchi di generi alimentari Gold Emblem™ e Gold Emblem Abound™; prodotti per la casa con il nome Total Home; vitamine e integratori senza conservanti della linea Radiance PLATINUM; prodotti di bellezza e per la pelle attraverso le linee Beauty 360, Nuance Salma Hayek, Makeup Academy, Skin+Pharmacy, Blade ed Essence of Beauty.